# Medlemmer af byrådet i Høje-Taastrup Kommune 2010-2013
Til kommunalbestyrelsen i Høje-Taastrup Kommune valgtes ved kommunalvalget den 17. november 2009 21 medlemmer, der alle tiltrådte 1. januar 2010.
Mandatfordelingen var som følger:
| Liste                                     | Parti                       | Spidskandidat      | Mandater | +/- |
| ----------------------------------------- | --------------------------- | ------------------ | -------- | --- |
| A                                         | Socialdemokratiet           | Thomas Bak         | 7        | -2  |
| B                                         | Det Radikale Venstre        | Nadeem Farooq      | 1        | 0   |
| C                                         | Det Konservative Folkeparti | Michael Ziegler    | 9        | +5  |
| F                                         | Socialistisk Folkeparti     | Daniel Donoso      | 2        | +1  |
| O                                         | Dansk Folkeparti            | Lars Prier         | 1        | -1  |
| V                                         | Venstre                     | Frederik A. Hansen | 1        | -3  |
| Partier, der ikke opnåede repræsentation: |                             |                    |          |     |
| I                                         | Liberal Alliance            | Kjeld Espersen     | 0        | 0   |
| K                                         | Kristendemokraterne         | Jens V. Bruun      | 0        | 0   |
| Ø                                         | Enhedslisten                | Merete Schøller    | 0        | 0   |

Michael Ziegler fra Det Konservative Folkeparti fortsatte i sin anden periode som borgmester.

## Valgte medlemmer
| Navn                       | Parti                       |
| -------------------------- | --------------------------- |
| Thomas Bak                 | Socialdemokratiet           |
| Kamal Bektas               | Socialdemokratiet           |
| John Bilenberg             | Det Konservative Folkeparti |
| Laurids Christensen        | Det Konservative Folkeparti |
| Daniel Donoso              | Socialistisk Folkeparti     |
| Nadeem Farooq              | Det Radikale Venstre        |
| Marjan Ganjjou             | Det Konservative Folkeparti |
| Ekrem Günbulut             | Socialdemokratiet           |
| Hugo Hammel                | Socialdemokratiet           |
| Frederik A. Hansen         | Venstre                     |
| Steffen Mølgaard Hansen    | Det Konservative Folkeparti |
| Svend-Erik Hermansen       | Socialdemokratiet           |
| Annette Johansen           | Socialdemokratiet           |
| Jesper Kirkegaard          | Det Konservative Folkeparti |
| Bjarne Kogsbøll            | Det Konservative Folkeparti |
| Conny Trøjborg Krogh       | Socialistisk Folkeparti     |
| Mette Søndergaard Pedersen | Socialdemokratiet           |
| Lars Prier                 | Dansk Folkeparti            |
| Kurt Scheelsbeck           | Det Konservative Folkeparti |
| Merete Scheelsbeck         | Det Konservative Folkeparti |
| Michael Ziegler            | Det Konservative Folkeparti |